# A Drake és Josh epizódjainak listája
Az itt található lista a Drake és Josh című televíziós sorozat epizódjait tartalmazza.

## Epizódlista
| Évad | Évad      | Epizódok | Eredeti sugárzás     | Eredeti sugárzás     | Magyar sugárzás a -on | Magyar sugárzás a -on |
| Évad | Évad      | Epizódok | Évadpremier          | Évadfinálé           | Évadpremier           | Évadfinálé            |
| ---- | --------- | -------- | -------------------- | -------------------- | --------------------- | --------------------- |
|      | 1         | 6        | 2004. január 11.     | 2004. február 22.    | 2007. november 24.    | 2007. december 29.    |
|      | 2         | 14       | 2004. március 15.    | 2004. november 28.   | 2008. február 6.      | 2009. január 22.      |
|      | 3         | 20       | 2005. április 2.     | 2006. április 8.     | 2009. december 2.     | 2011. május 17.       |
|      | 4         | 20       | 2006. szeptember 24. | 2007. szeptember 16. | 2011. január 15.      | 2011. július 25.      |
|      | TV filmek | 4        | 2006. január 6.      | 2008. december 5.    | 2011. május 14.       | 2011. december 26.    |

### Első évad
| #  | #  | Eredeti cím           | Magyar cím                 | Írta               | Rendezte         | Eredeti premier   | Magyar premier a -on | Gyártási kód |  |
| -- | -- | --------------------- | -------------------------- | ------------------ | ---------------- | ----------------- | -------------------- | ------------ |  |
|    |    |                       |                            |                    |                  |                   |                      |              |  |
| 1. | 1. | Pilot                 | Bevezető                   | Dan Schneider      | Virgil L. Fabian | 2004. január 11.  | 2007. november 24.   | 101          |  |
| 2. | 2. | Dune Buggy            | Tűne el a homokfutó        | Dan Schneider      | Virgil L. Fabian | 2004. január 18.  | 2007. november 30.   | 106          |  |
| 3. | 3. | Believe Me, Brother   | Higgy nekem, testvér       | Dan Schneider      | Virgil L. Fabian | 2004. január 25.  | 2007. december 2.    | 102          |  |
| 4. | 4. | Two Idiots and a Baby | A két idióta és egy gyerek | Steven Molaro      | Virgil L. Fabian | 2004. február 8.  | 2007. december 16.   | 103          |  |
| 5. | 5. | First Crush           | Első szerelem              | Steve Holland      | Virgil L. Fabian | 2004. február 15. | 2007. december 19.   | 104          |  |
| 6. | 6. | Grammy                | Dijátadó                   | Andrew Hill Newman | Virgil L. Fabian | 2004. február 22. | 2007. december 29.   | 105          |  |

### Második évad
| #   | #   | Eredeti cím      | Magyar cím               | Írta                                            | Rendezte           | Eredeti premier      | Magyar premier a -on | Gyártási kód |  |
| --- | --- | ---------------- | ------------------------ | ----------------------------------------------- | ------------------ | -------------------- | -------------------- | ------------ |  |
|     |     |                  |                          |                                                 |                    |                      |                      |              |  |
| 7.  | 1.  | The Bet          | A fogadás                | George Doty                                     | Steve Hoefer       | 2004. március 14.    | 2008. február 6.     | 202          |  |
| 8.  | 2.  | Guitar           | A gitár                  | Dan Schneider                                   | Virgil Fabian      | 2004. március 21.    | 2008. március 11.    | 201          |  |
| 9.  | 3.  | Movie Job        | Mozis állás              | Dan Schneider                                   | Virgil Fabian      | 2004. március 28.    | 2008. március 25.    | 203          |  |
| 10. | 4.  | Football         | Labdarúgás               | Történet: Barry O'Brien Teleplay: Dan Schneider | Virgil Fabian      | 2004. április 4.     | 2008. április 14.    | 205          |  |
| 11. | 5.  | Pool Shark       | Cápa a medencében        | Anthony Del Broccolo                            | Steve Hoefer       | 2004. április 18.    | 2008. május 2.       | 204          |  |
| 12. | 6.  | Smart Girl       | Kis lány                 | Dan Schneider                                   | Roger Christiansen | 2004. április 25.    | 2008. május 28.      | 207          |  |
| 13. | 7.  | Little Diva      | Kicsi díva               | Eric Friedman                                   | Virgil Fabian      | 2004. május 2.       | 2008. június 12.     | 208          |  |
| 14. | 8.  | Blues Brothers   | A kék tesók              | Craig DiGregorio                                | Fred Savage        | 2004. szeptember 12  | 2008. augusztus 9.   | 206          |  |
| 15. | 9.  | Driver's License | Jogosítvány              | Dan Schneider                                   | Virgil Fabian      | 2004. szeptember 12  | 2008. november 12.   | 209          |  |
| 16. | 10. | Number One Fan   | Az első számú rajongód   | Dan Schneider                                   | Virgil Fabian      | 2004. szeptember 19. | 2008. november 28.   | 211          |  |
| 17. | 11. | Mean Teacher     | Az átlagos tanár         | George Doty                                     | Steve Hoefer       | 2004. szeptember 26. | 2008. december 11.   | 210          |  |
| 18. | 12. | The Gary Grill   | A Gary Cholman Grillsütő | Anthony Del Broccolo                            | Virgil Fabian      | 2004. október 17.    | 2008. december 22.   | 212          |  |
| 19. | 13. | Drew & Jerry     | Drew és Jerry            | Dan Schneider                                   | Steve Hoefer       | 2004. október 24.    | 2008. január 18.     | 213          |  |
| 20. | 14. | Honor Council    | A Honor tanács           | Eric Friedman                                   | Virgil Fabian      | 2004. november 28.   | 2008. január 22.     | 214          |  |

### Harmadik évad
| #      | #      | Eredeti cím               | Magyar cím                  | Írta                                                             | Rendezte           | Eredeti premier   | Magyar premier a -on | Gyártási kód |  |
| ------ | ------ | ------------------------- | --------------------------- | ---------------------------------------------------------------- | ------------------ | ----------------- | -------------------- | ------------ |  |
|        |        |                           |                             |                                                                  |                    |                   |                      |              |  |
| 21.    | 1.     | The Drake & Josh Inn      | A Drake és Josh fogadó      | Jake Farrow                                                      | Adam Weissman      | 2005. április 2.  | 2009. december 2.    | 305          |  |
| 22.    | 2.     | Peruvian Puff Pepper      | A perui pufogó bors         | Steve Holland                                                    | Steve Hoefer       | 2005. április 9.  | 2009. december 8.    | 301          |  |
| 21.    | 3.     | We're Married             | Mért vetted el a barátnőmet | George Doty                                                      | Steve Hoefer       | 2005. április 16. | 2009. december 12.   | 302          |  |
| 24.    | 4.     | Mindy's Back              | Mindy visszatér             | Erid Friedman                                                    | Adam Weissman      | 2005. április 30. | 2010. január 3.      | 303          |  |
| 25.    | 5.     | The Affair                | Az ügy                      | Anthony Del Broccolo                                             | Adam Weissman      | 2005. május 30.   | 2010. április 14.    | 304          |  |
| 26.    | 6.     | Playing the Field         | Irány a játékmezőre         | Dan Schneider                                                    | Roger Christiansen | 2005. június 4.   | 2010. április 22.    | 306          |  |
| 27.    | 7.     | Helen's Surgery           | Helen a sebészeten          | George Doty                                                      | Adam Weissman      | 2005. június 11.  | 2010. május 23.      | 307          |  |
| 28.    | 8.     | Paging Dr. Drake          | Hívják Dr. Drake-et         | Anthony Del Broccolo                                             | Steve Hoefer       | 2005. október 1.  | 2010. július 3.      | 309          |  |
| 29.    | 9.     | Foam Finger               | A habujj                    | Dan Schneider                                                    | Roger Christiansen | 2005. október 8.  | 2010. július 18.     | 308          |  |
| 30.    | 10.    | Girl Power                | A lány teljesítménye        | Jake Farrow                                                      | Steve Hoefer       | 2005. október 15. | 2010. augusztus 15.  | 311          |  |
| 31.    | 11.    | Sheep Thrills             | A Juh megőrjít              | Eric Friedman                                                    | Steve Hoefer       | 2005. október 22. | 2010. október 3.     | 310          |  |
| 32-34. | 12-14. | Drake & Josh Go Hollywood | Indulás Hollywoodba         | Történet: Dan Schneider és Steven Molaro Teleplay: Dan Schneider | Steve Hoefer       | 2006. január 6.   | 2011. május 14-16.   | 318-320      |  |
| 35.    | 15.    | Megan's New Teacher       | Megan új tanára             | George Doty                                                      | Adam Weissman      | 2006. január 28.  | 2010. június 3.      | 313          |  |
| 33.    | 16.    | Little Sibling            | Kis testvér                 | Dan Schneider                                                    | Steve Hoefer       | 2006. február 4.  | 2010. október 16.    | 312          |  |
| 34.    | 17.    | Theater Thug              | Színházi orgyilkos          | Dan Schneider                                                    | Roger Christiansen | 2006. február 18. | 2010. november 2.    | 314          |  |
| 35.    | 18.    | The Demonator             | A Demonato                  | Anthony Del Broccolo és Eric Friedman                            | Steve Hoefer       | 2006. február 25. | 2010. november 14.   | 315          |  |
| 36.    | 19.    | Alien Invasion            | Az Alien Invasion           | Steve Holland                                                    | Will Bardelli      | 2006. március 18. | 2010. november 14.   | 316          |  |
| 37.    | 20.    | Dr. Phyllis Show          | A Dr. Phyllis Show          | Anthony Del Broccolo és Eric Friedman                            | Steve Hoefer       | 2006. április 8.  | 2010. május 2.       | 317          |  |

### Negyedik évad
| #      | #      | Eredeti cím          | Magyar cím             | Írta                         | Rendezte                   | Eredeti premier      | Magyar premier a -on | Gyártási kód |  |
| ------ | ------ | -------------------- | ---------------------- | ---------------------------- | -------------------------- | -------------------- | -------------------- | ------------ |  |
|        |        |                      |                        |                              |                            |                      |                      |              |  |
| 38.    | 1.     | Josh Runs Into Oprah | Josh elüti Oprát       | Ethan Banville               | Roger Christiansen         | 2006. szeptember 24. | 2011. január 15.     | 405          |  |
| 39.    | 2.     | Vicious Tiberius     | Ördögi Tiberius        | George Doty                  | Roger Christiansen         | 2006. október 1.     | 2011. január 22.     | 402          |  |
| 40.    | 3.     | The Wedding          | Az esküvő              | Matt Fleckenstein            | Steve Hoefer               | 2006. október 15.    | 2011. július 11.     | 412          |  |
| 41.    | 4.     | Mindy Loves Josh     | Mindy szerelmes Joshba | Arthur Gradstein             | Adam Weissman              | 2006. október 22.    | 2011. február 2.     | 403          |  |
| 42.    | 5.     | Who's Got Game?      | Ki kap játékot         | Ethan Banville               | Adam Weissman              | 2006. november 5.    | 2011. február 19.    | 409          |  |
| 43.    | 6.     | The Great Doheny     | A nagy Doheny          | Matt Fleckenstein            | Adam Weissman              | 2006. november 12.   | 2011. március 5.     | 404          |  |
| 44.    | 7.     | I Love Sushi         | Szeretem a sushi-t     | Dan Schneider                | Steve Hoefer               | 2006. november 26.   | 2011. január 18.     | 407          |  |
| 45.    | 8.     | The Storm            | A vihar                | George Doty                  | Steve Hoefer               | 2007. január 7.      | 2011. március 18.    | 411          |  |
| 46.    | 9.     | My Dinner with Bobo  | A vacsorám Bobóval     | Arthur Gradstein             | Virgil Fabian              | 2007. január 14.     | 2011. március 28.    | 406          |  |
| 47.    | 10.    | Tree House           | A faház                | Dan Schneider                | Roger Christiansen         | 2007. január 21.     | 2011. április 4.     | 408          |  |
| 48.    | 11.    | Josh Is Done         | Josh kész              | Ethan Banville               | Adam Weissman              | 2007. február 11.    | 2011. április 13.    | 415          |  |
| 49.    | 12.    | Eric Punches Drake   | Eric megüti Drake-et   | Arthur Gradstein             | Roger Christiansen         | 2007. február 18.    | 2011. május 28.      | 417          |  |
| 50.    | 13.    | Megan's Revenge      | Megan bosszúja         | Dan Schneider                | Steve Hoefer               | 2007. március 4.     | 2011. április 24.    | 401          |  |
| 51.    | 14.    | Steered Straight     | Egyenesen Kormányoz    | Dan Schneider                | Steve Hoefer               | 2007. március 11.    | 2011. július 3.      | 414          |  |
| 52.    | 15.    | Megan's First Kiss   | Megan első csókja      | George Doty                  | Will Bardelli              | 2007. április 7.     | 2011. május 3.       | 418          |  |
| 53.    | 16.    | Battle of Panthatar  | Panthatar Csata        | Matt Fleckenstein            | Josh Peck                  | 2007. április 15.    | 2011. július 12.     | 416          |  |
| 54-55. | 17-18. | Really Big Shrimp    | Igazán nagy garnélarák | Dan Schneider és George Doty | Drake Bell és Steve Hoefer | 2007. augusztus 3.   | 2011. július 25.     | 419-420      |  |
| 56.    | 19.    | Helicopter           | Helikopter             | Dan Schneider                | Virgil Fabian              | 2007. augusztus 5.   | 2011. június 11.     | 410          |  |
| 57.    | 20.    | Dance Contest        | Táncverseny            | George Doty                  | Steve Hoefer               | 2007. szeptember 16. | 2011. június 22.     | 413          |  |

## TV filmek
|    |                               |                                   |                                                                  |                            |                    |                    |  |  |  |
| 1. | Drake & Josh Go Hollywood     | Drake & Josh: Indulás Hollywoodba | Történet: Dan Schneider és Steven Molaro Teleplay: Dan Schneider | Steve Hoefer               | 2006. január 6.    | 2011. május 14-16. |  |  |  |
| 2. | Really Big Shrimp             | Igazán nagy garnélarák            | Dan Schneider és George Doty                                     | Drake Bell és Steve Hoefer | 2007. augusztus 3. | 2011. július 25.   |  |  |  |
| 3. | Merry Christmas, Drake & Josh | Boldog karácsonyt, Drake és Josh  | Dan Schneider és Steven Molaro                                   | Michael Grossman           | 2008. december 5.  | 2011. december 26. |  |  |  |

## Bemutatók

### Amerikai televízióadók
- Nickelodeon (2004. január 11. - 2008. december 5.)
- TeenNick (2007-2021, 2022)
- Nicktoons (2011. március 7.)
- NickRewind (2020. március 25. - 2020. május 1.)

### Magyar televízióadó
- Nickelodeon (2007. november 24. - 2013. június 20.)